# Карон
Карон (фр. Caromb) насеље је и општина у Француској у региону Прованса-Алпи-Азурна обала, у департману Воклиз која припада префектури Карпантрас.
По подацима из 2011. године у општини је живело 3175 становника, а густина насељености је износила 176,59 становника/km². Општина се простире на површини од 17,98 km². Налази се на средњој надморској висини од 185 метара (максималној 453 m, а минималној 129 m).

## Демографија
| 1962. | 1968. | 1975. | 1982. | 1990. | 1999. | 2011. |
| ----- | ----- | ----- | ----- | ----- | ----- | ----- |
| 1.763 | 1.901 | 2.114 | 2.266 | 2.640 | 3.117 | 3.175 |

График промене броја становника у току последњих година